# Nicolas Zimmer

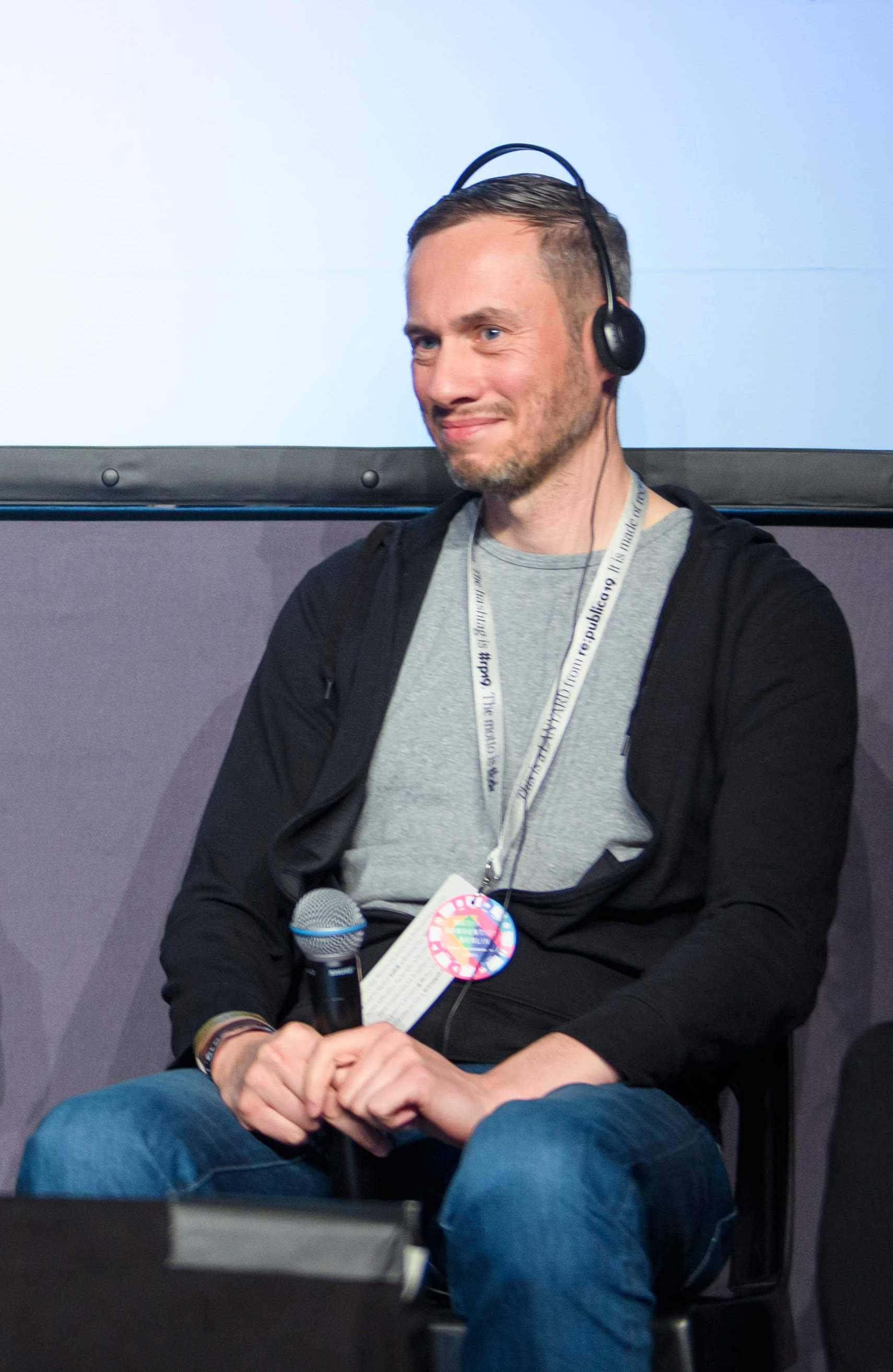
Nicolas Zimmer, 2019

 Nicolas Zimmer (* 14. Juni 1970 in Berlin) ist Vorstandsvorsitzender der Technologiestiftung Berlin, Start-up-Gründer und ein ehemaliger deutscher Politiker (CDU). Er war von 1998 bis 2011 Mitglied des Abgeordnetenhauses von Berlin und im Anschluss bis November 2012 Staatssekretär in der Senatsverwaltung für Wirtschaft, Technologie und Forschung.

## Leben
Nicolas Zimmer ist Sohn des Astronomen, Raumfahrtexperten und Journalisten Harro Zimmer. Er legte 1989 sein Abitur ab. Es folgte von 1989 bis 1996 ein Studium der Rechtswissenschaften an der Freien Universität Berlin mit der ersten Juristischen Staatsprüfung. In den Jahren 1996/97 war er Persönlicher Referent des Senators für Wirtschaft und Betriebe, Elmar Pieroth, und von August 1997 bis 2000 Rechtsreferendar im Kammergerichtsbezirk Berlin. Zimmer studierte später zusätzlich Informatik an der Fernuniversität Hagen. Von 2000 bis zu seiner Ernennung zum Staatssekretär war er als Rechtsanwalt tätig.
Seit 1. Januar 2013 ist er Vorstandsvorsitzender der Technologiestiftung Berlin. Anfang November 2013 ging eine von ihm gegründete und entwickelte Publishing-Plattform online.

## Politik
Nicolas Zimmer trat 1988 der CDU bei und hatte mehrere Funktionen in der Jungen Union sowie innerhalb der CDU. Er war von 2005 bis 2007 Vorsitzender des Kreisverbandes Tempelhof-Schöneberg.
In der Zeit von 1992 bis 1998 war er Mitglied der Bezirksverordnetenversammlung Tempelhof und in den beiden letzten Jahren zudem im Fraktionsvorstand.
Nicolas Zimmer war ab Februar 1998 bis zum 13. Dezember 2011 Mitglied im Abgeordnetenhaus von Berlin. Für seine Fraktion übernahm er die Aufgabe als Wissenschaftspolitischer Sprecher. Von 1998 bis Mai 2003 hatte er die Aufgabe des Parlamentarischen Geschäftsführers und von 2003 bis 2006 die des Vorsitzenden der CDU-Fraktion inne.
Im Parlament war er Mitglied im Ausschuss für Wissenschaft und Forschung und im Ausschuss für Europa- und Bundesangelegenheiten, Medien, Berlin-Brandenburg vertreten. 2011 war er Vorsitzender des Untersuchungsausschusses Howoge.
Seit dem 14. Dezember 2011 war er Staatssekretär in der zunächst von Sybille von Obernitz, später von Cornelia Yzer geführten Senatsverwaltung für Wirtschaft, Technologie und Forschung. Am 30. November 2012 gab Zimmer bekannt, dass er freiwillig aus dem Amt des Staatssekretärs ausscheiden werde.
Am 18. Dezember 2012 wurde er vom Kuratorium zum neuen Vorstandsvorsitzenden der TSB bestellt.
Am 30. April 2021 trat er, in Folge der Nominierung von Hans-Georg Maaßen zum Direktkandidaten im Bundestagswahlkreis Suhl – Schmalkalden-Meiningen – Hildburghausen – Sonneberg, aus der CDU aus.

## Privates
Nicolas Zimmer ist verheiratet und Vater einer Tochter.